# Tigre (zodiaco cinese)

Simbolo della tigre

La Tigre ( 虎 ) è uno dei 12 animali che appaiono nello zodiaco cinese.

## Anni della Tigre
- 8 febbraio 1902 - 28 gennaio 1903 Acqua
- 26 gennaio 1914 - 13 febbraio 1915 Legno
- 13 febbraio 1926 - 1º febbraio 1927 Fuoco
- 31 gennaio 1938 - 18 febbraio 1939 Terra
- 17 febbraio 1950 - 5 febbraio 1951 Metallo
- 5 febbraio 1962 - 24 gennaio 1963 Acqua
- 23 gennaio 1974 - 10 febbraio 1975 Legno
- 9 gennaio 1986 - 28 gennaio 1987 Fuoco
- 28 gennaio 1998 - 15 febbraio 1999 Terra
- 14 febbraio 2010 - 2 febbraio 2011 Metallo
- 2022 - 2023 Acqua

## Attributi tradizionali della Tigre/Associazioni
| Attributo                     |                                                           |
| ----------------------------- | --------------------------------------------------------- |
| Posizione nello Zodiaco       | Terzo                                                     |
| Ore più adatte della giornata | 3am - 5am                                                 |
| Direzione                     | Est-Nordest                                               |
| Stagione e mese               | Inverno, Febbraio                                         |
| Date dei Mesi Lunari          | febbraio-marzo                                            |
| Pietra preziosa               | Zaffiro                                                   |
| Colori                        | Verde, rosso                                              |
| Segno occidentale equivalente | Acquario                                                  |
| Polarità                      | Yin e yang                                                |
| Elemento                      | Legno                                                     |
| Cibo                          | Pane, pollo                                               |
| Nazioni                       | Russia, Romania, Spagna, Turchia, Uruguay, Corea del Nord |